# Parque nacional Montes Gibraltar
Montes Gibraltar  es un parque nacional en Nueva Gales del Sur (Australia), ubicado a 493 km al norte de Sídney. Es una de las reservas naturales de los Bosques húmedos Gondwana, patrimonio de la humanidad.
El parque forma parte de la zona de Washpool y Gibraltar Range. Esta zona fue inscrita en la lista del Patrimonio de la Humanidad en 1986 y, posteriormente, en 2007, se añadió a la lista del Patrimonio Nacional de Australia.

## Datos
- Administración: Servicio Para la Vida Salvaje y los Parques Nacionales de Nueva Gales del Sur
- Categoría IUCN: Ib - Área silvestre
- Reconocida como área importante para la conservación de las aves (AICA)[2]

Véase también: Zonas protegidas de Nueva Gales del Sur